# Banbury
Banbury – miasto w środkowej Anglii, w hrabstwie Oxfordshire, położone nad rzeką Cherwell i Kanałem Oksfordzkim
Znaczny ośrodek przemysłu, handlu i usług. Fabryki części samochodowych, tworzyw sztucznych, koncerny spożywcze. W Banbury znajduje się jedna z największych palarni kawy na świecie firmy Kraft Foods. Działa tu Polska Szkoła Sobotnia im. Wisławy Szymborskiej oraz Stowarzyszenie Polaków.

## Współpraca
- Ermont, Francja
- Hennef (Sieg), Niemcy